# La gata bajo la lluvia
«La gata bajo la lluvia» es una canción de Rocío Dúrcal escrita por el compositor español Rafael Pérez Botija lanzado como el segundo sencillo de su álbum Confidencias también conocido como La gata, lanzado en 1981.
Tras su lanzamiento la canción se convirtió en un éxito comercial en el mundo hispanohablante, consiguiendo establecerse como un éxito comercial tanto en Hispanoamérica como en España. En México, el sencillo llegó a vender un millón de copias, convirtiéndose en uno de los sencillos más vendidos en el país.

## Antecedentes y composición
Su letra describe la ruptura de una relación y el estado de ánimo en que la persona dolida queda, aunque Pérez Botija mencionó que no atravesó una situación similar mientras la componía. Botija comentó que la compuso luego de «pasear en una noche fría por el jardín de su casa» junto a Rocío Dúrcal, y ahí ambos acordaran la realización de su álbum Confidencias (1981). A pocos días de su lanzamiento, el sencillo subió de posiciones en las listas de música. 
La canción fue parte de la banda sonora de la película La blanca paloma (1989), protagonizada por Antonio Banderas y dirigida por Juan Miñón.